# Bruno Garlepp
Bruno Garlepp, né le 3 janvier 1845 à Kölsa en province de Saxe et mort le 12 novembre 1916 à Berlin, est un écrivain, peintre et compositeur allemand. Il est surtout connu pour ses romans d'aventure destinés à la jeunesse, comme Durch Steppen und Tundren et ses récits historiques (sur la reine Louise, ou bien Frédéric le Grand par exemple), aux accents patriotiques.

## Biographie
Bruno Garlepp étudie d'abord la théologie protestante, puis travaille comme professeur à Dresde. Il s'installe à Berlin en 1880 et se consacre à la littérature.

## Œuvre
- Am Ende vom Alt-Berlin (1898)
- Am Hofe Friedrichs des I. von Preußen (1895)
- Aus Blücher's jungen Jahren (1889)
- Aus Wrangel's jungen Jahren (1889)
- Aus Ziethen's jungen Jahren (1888)
- Bis zum Kaiserthron (1888)
- Durch Steppen und Tundren (1900)
- Elf Tage Ferien (1893)
- Halbmond und Griechenkreuz (1905)
- Heiduckenkämpfe (1901)
- In tausend Gefahren (1901)
- Die Kornblumen von Paretz (1881)
- Kurfürst und Bauernsohn (1882)
- Luise, Preußens Engel (1881)
- Die Paladine Kaiser Wilhelm's I. (1890-1893)
- Der Pußtenkönig (1902)
- Rheinsberger Tage Friedrichs des Großen (1913)
- Der Salzgraf von Halle
- Thronfolgerleben in Brandeburg-Preußen (1911)
- Um Gold und Diamanten (1900-1910)
- Ein vergessener Held Friedrichs des Großen (1889)
- Von Babelsberg bis Friedrichskron (1889)